# Kyōtanabe
Kyōtanabe (jap. 京田辺市 Kyōtanabe-shi) – miasto w Japonii, na wyspie Honsiu, w prefekturze Kioto.

## Położenie
Miasto leży w środkowej części prefektury Kioto. Sąsiaduje z miastami: 
- Yawata
- Jōyō
- Hirakata
- Ikoma

## Historia
Miasto powstało 1 kwietnia 1997 roku.